# Når fjordene blåner
Når fjordene blåner (Als de fjorden blauw kleuren) is een compositie van de Noorse componist Alfred Paulsen. Deze Noorse componist was een leerling van Edvard Grieg en emigreerde in 1888 naar de Verenigde Staten. Het is een toonzetting van het gelijknamige gedicht van John Paulsen (geen familie), bewonderd en verguisd door Henrik Ibsen. Volgens Ibsen had hij talent, maar koos John voor het geld.
Door de jaren heen bleef dit lied, geschreven in Chicago, op het repertoire staan getuige de relatief vele opnamen van dit werk voor a capella mannenkoor. Tussen de opnamen zitten ook andere versies voor bijvoorbeeld zangstem en orkest. De eerst bekende uitvoering van het werk vond plaats op 8 april 1908 tijdens een liefdadigheidsconcert voor de herbouw van een Noors weeshuis in Chicago, dat eerder was afgebrand. Op dat concert werd ook Varde van Johannes Haarklou gezongen. Når fjordene blåner was de opener van het concert, Landkjenning van Grieg de afsluiter.
Tekst:
- Når fjordene blåner som markens fiol,
- og bræerne glitrer i spillende sol,
- når liljekonvallen ved foten av hegg
- står duftende skjønn langs med klippernes vegg,
- mens elven bak orrkrattet danser seg vild,
- og trosten fra granlien synger dertil,
- da røres, da røres mitt bryst,
- da blott hviske jeg kan:

- Gud signe deg Norge mitt deilige land

- Men når jeg ser folket som rydder den jord,
- som virker på fjell og ved fiskerik fjord,
- de tusinde menn, som til sjøs og til lands,
- i arbeidets sved vinner Norge en krans;
- de tusinde kvinner, som yndig og tro
- med kjærlighet sysler i hjemlivets bo,
- da svinger jeg hatten, da hjertet får tolk:
- Hurra for mitt brave, mitt kraftige folk!
- Hurra for mitt folk, for mitt kraftige folk!